# Аксёнов, Николай Михайлович
Николай Михайлович Аксёнов (7 декабря 1899, Красноярка, Оренбургская губерния — 14 августа 1978, Свердловск) — советский горный инженер-геолог, директор геологической службы II ранга (1948); первооткрыватель Верблюжьегорского (Южный Урал) и Гологорского (Средний Урал) месторождений хромита; Калиничевского месторождения природно-легированных железных руд.

## Биография
Николай Михайлович Аксёнов родился 7 декабря 1899 года в крестьянской семье в деревне Красноярской Воскресенской волости Челябинского уезда Оренбургской губернии, ныне деревня Красноярка входит в Мишкинский муниципальный округ Курганской области.
В 1930 году окончил геологоразведочное отделение Уральского политехнического института, после чего по 1939 год работал в Уральском геологоразведочном тресте и тресте «Союзхромит» — руководил разведкой Верблюжьегорского (рудник закрыт 1952 году, ныне территория в Карталинском районе Челябинско области) и Гологорского (рудник закрыт в 1940 году, ныне территория в городском округе Первоуральск Свердловской области) хромитовых месторождений на Урале. В эти же годы под при его техническом руководстве (при участии А. Н. Заварицкого) были завершены крупные геологоразведочные работы по созданию железорудной базы для создаваемого Магнитогорского металлургического комбината.
В 1939—1947 годы работал в системе Уральского геологического управления — в 1940 году разведал Калиничевское месторождение никельсодержащих железных руд на Среднем Урале (Невьянский район Свердловской области); в 1941—1942 годах был главным инженером Верх-Нейвинской, затем Златоустовской геологоразведочных партий Уралгеолуправления; в 1943—1947 годы был старшим инженером отдела Государственного геологического контроля.
С 1947 по 1950 годы осуществлял геологическое руководство работами треста «Уралчерметразведка» и Качканарской экспедиции (участвовал в перспективной оценке Качканарского месторождения ванадийсодержащих титаномагнетитов). Затем в течение последующих десяти лет, до выхода на пенсию в 1960 году, работал в Уральской геолого-тематической экспедиции Уральского геологического управления, обобщив наработанные материалы по медным и бокситовым месторождениям Урала. Н. М. Аксёнов стал автором 18 геологических отчетов, в том числе семи — по хромитам.
Николай Михайлович Аксёнов умер 14 августа 1978 года в городе Свердловске Свердловской области, ныне город Екатеринбург — административный центр той же области.  Похоронен на Широкореченском кладбище Верх-Исетского района города Екатеринбурга (участок IV, 39 ряд от западной дороги, 21 ряд от южной аллеи).

## Награды и звания
- Орден Трудового Красного Знамени, 1950 год
- Медаль «За доблестный труд в Великой Отечественной войне 1941—1945 гг.», 1946 год
- Похвальный лист Комитета по делам геологии при СНК СССР, 1941 год.
- Ударные грамоты и путевка на курорт, 1931—1934 годы
- Персональное звание «Директор геологической службы II ранга», 1948 год. Персональные звания для работников гражданских министерств и ведомств отменены Указом Президиума Верховного Совета СССР от 12 июля 1954 года[6].

## Семья
Женат, сын Александр (1941—1993) был слесарем-универсалом в Институте химии Уральского филиала Академии наук СССР.